# توم جونسون (لاعب كرة قدم أمريكية)
توم جونسون (بالإنجليزية: Tom Johnson)‏ هو لاعب كرة قدم أمريكية أمريكي، ولد في 30 أغسطس 1984 في موس بوينت في الولايات المتحدة.

## وصلات خارجية
- توم جونسون على موقع مرجع كرة القدم المحترفة.كوم (الإنجليزية)